# SCOT-Mangel
Der SCOT-Mangel (Succinyl-CoA:3-Oxaloacid-CoA-Transferase-Mangel)  ist eine sehr seltene angeborene Stoffwechselstörung mit einer Abbaustörung der Ketokörper und führt zu wiederholter Ketoazidose im frühen Kindesalter. Betroffen ist die 3-Ketosäure–CoA-Transferase (SCOT).
Zusammen mit dem Beta-Ketothiolase-Mangel gehört diese Erkrankung zu den „Inborn errors of ketone body utilization“.
Synonyme sind: OXCT1-Mangel; Succinyl-CoA Acetoacetat Transferase-Mangel; Succinyl-CoA:3-Oxosäure-CoA-Transferase-Mangel; englisch Ketoacidosis due to SCOT deficiency
Die Krankheit ist nicht zu verwechseln mit dem Scott-Syndrom mit Blutungsneigung.
Die Erstbeschreibung stammt aus dem Jahre 1972 durch die US-amerikanischen Pädiater J. Tyson Tildon und Marvin Cornblath.

## Verbreitung
Die Häufigkeit wird mit unter 1 zu 1.000.000 angegeben, bislang wurde über mehr als 30 Betroffene berichtet. Die Vererbung erfolgt autosomal-rezessiv.

## Ursache
Der Erkrankung liegen Mutationen im OXCT1-Gen auf Chromosom 5 Genort p13.1 zugrunde, welches für das mitochondriale Enzym Succinyl-CoA:3-oxoacid CoA Transferase kodiert.

## Klinische Erscheinungen
Klinische Kriterien sind:
- Manifestation im Neugeborenen- oder Kleinkindesalter, bei der Hälfte innerhalb der ersten Lebenstage
- Auslöser einer Ketoazidose können Infektion oder Hunger sein
- Ketoazidose mit Tachypnoe, Erbrechen, Lethargie, Hypotonie bis zum Koma
- Im Intervall sind die Kinder unauffällig und entwickeln sich regelrecht

Hinzu kann eine Kardiomegalie kommen.

## Diagnose
Eine vorgeburtliche Diagnose ist durch Amniozentese und Bestimmung der Enzymaktivität möglich.

## Differentialdiagnose
Abzugrenzen sind andere Formen einer Ketose, auch der Beta-Ketothiolase-Mangel.

## Therapie
Die Behandlung einer ketoazidotischen Krise muss unverzüglich erfolgen. Längeres Fasten ist zu vermeiden, die Ketonbestimmung im Urin erlaubt eine gute Überwachung.
Im Laufe der Jahre nehmen Häufigkeit und Schwere ketoazidotischer Ereignisse ab.